# Stadthalle Neubrandenburg
Die Stadthalle Neubrandenburg ist eine Veranstaltungshalle in der Stadt Neubrandenburg nahe am Tollensesee in Mecklenburg-Vorpommern. Die Eröffnung erfolgte offiziell am 7. Oktober 1969, am Tag der Republik. Die Stadt Neubrandenburg führt das Gebäude auf ihrer Denkmalliste.
Die Mehrzweckhalle befindet sich im Kulturpark Neubrandenburg neben dem Jahnsportforum und wird für Schulsport und Sportwettkämpfe, Tagungen, Messen, Ausstellungen, Schau-, Musik- und Tanzveranstaltungen genutzt. Bei vollständiger Reihenbestuhlung bietet die Halle für bis zu 1342 Gästen Platz auf einer Nutzfläche von circa 1760 m² (ohne Anbauten). Nach einer grundlegenden Sanierung von 2020 bis 2023 wurde am 9. September 2023 die Stadthalle wiedereröffnet.

## Geschichte

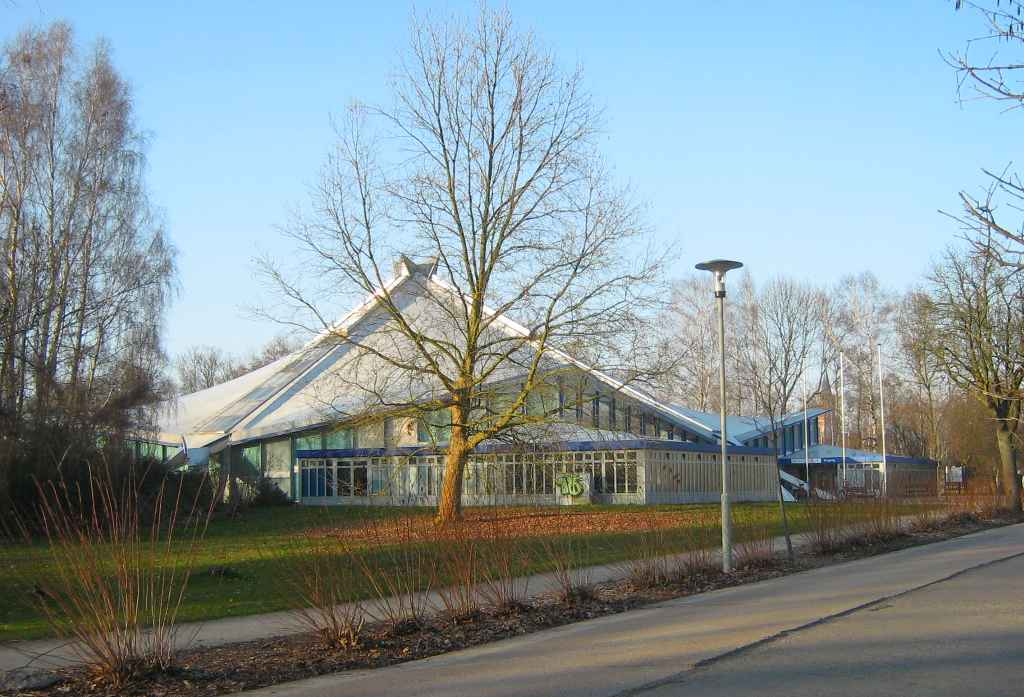
Stadthalle Neubrandenburg, April 2009

Im Frühjahr 1968 beschloss der Bezirkstag den Bau der Neubrandenburger Stadthalle, weil für größere Veranstaltungen eine Halle fehlte. Die Hyparschalenkonstruktion wurde von dem Bauingenieur Ulrich Müther entworfen und die Innenarchitektur vom Bezirksarchitekten Karl Kraus. Die Ingenieure Kurt Ihloff und Brenndörfer beaufsichtigten verschiedene Bauabläufe. Bis zur endgültigen Fertigstellung der Stadthalle waren Bauleute aus 70 Betrieben am Bau beteiligt. Das Gebäude wird heute von der stadteigenen Veranstaltungszentrum Neubrandenburg GmbH betrieben.
Zu ihrem 50-jährigen Jubiläum wurde die Stadthalle vom Architekturbüro milatz.schmidt architekten generalsaniert. Ab Februar 2020 begannen die Bauarbeiten und dauerten 3 ½ Jahre an. In dieser Zeit stand die Halle nicht mehr für Veranstaltungen zur Verfügung. Vier Millionen Euro wurden anfangs für die Generalsanierung veranschlagt, 3,1 Mio. € teilten sich die EU und das Bundesland. Ein vorheriger Container-Anbau, im Jahre 2000 an der Westseite aufgestellt, wurde ersetzt durch einen 760 m² großen Erweiterungsbau mit einer Verkleidung aus Lärchenholzlatten. Die Latten sollen an die ursprüngliche Dachverschalung von Müther erinnern. In diesem neuen Anbau befindet sich heute der Haupteingang, Foyer, Umkleideräume und ein Atrium mit einer Frauenplastik von Fritz Cremer.
Die Kosten der Sanierung der Stadthalle belaufen sich 6,6 Millionen Euro und der Anbau des Erweiterungsgebäudes erforderte weitere 3,8 Millionen Euro. Zusätzliche Kosten entstanden, um eine denkmalschutzgerechte Bauqualität zu gewährleisten und vor allem durch eine allgemeine Preissteigerung für Bauleistungen und -material, die in den letzten fünf Jahren um 40 % gestiegen sind. Am 9. September 2023 wurde die Stadthalle in einem festlichen Rahmen wiedereröffnet.

## Konstruktion
Die Stadthalle erstreckt sich auf einem quadratischen Grundriss von 42 × 42 m. Das markant gewölbte Dach besteht aus vier hyperbolischen Paraboloidschalen und ist selbsttragend. Die vier Dachschalen werden von Lichtbändern für Tageslicht miteinander verbunden. Vorhänge hinter der Fensterfront im Erdgeschoss regulieren den Lichteinfall. An den vier Gebäude-Ecken befinden sich kleine Anbauten, die ebenfalls leicht geneigte Dachflächen haben. Dort war früher Raum für Garderoben, Toiletten, Verwaltungsräume, Ausgabeküchen und Verkaufsstände. Nach der Sanierung verteilt sich die Nutzung wie folgt: Anbau Nord (für das Personal), Anbau Ost (für Trainer und Mannschaften mit Toiletten, Umkleide und Duschen), Anbau West (Technik, Geräteraum und Lagerraum), Anbau Süd (öffentliche Toiletten). Die Ecke mit der veranstaltungsbezogenen Gastronomie „wird weiter der Versorgung vorbehalten bleiben“.
70 % der Fenster wurden durch ungefärbte Thermoglasfenster ersetzt und mit türkiser Folie überklebt, die restlichen Original-Fenster aus hochwertigem türkisen Glas kamen an die Straßenseite. Die Leitfarbe Türkis wurde auch bei den originalkleinen Keramikfliesen in den Sanitärräumen verwendet und an den Türen der Umkleidespinde.
Bei Veranstaltungen, die keine Sportereignisse sind, muss zum Schutz des Linoleumbodens mit aufgetragenen Spielfeldlinien ein zusätzlicher Belag aufgetragen werden. Vor dem auskragenden Klinkersockel unterhalb der Fensterfront wurden abfedernde Glasprallwände zum Schutz für die Sportler angebracht sowie Ballfangnetze für den Fensterschutz.

## Veranstaltungen (Auswahl)
- Internationales Hallenturnier Neubrandenburg, größtes Frauenfußballturnier der DDR

## Auszeichnung
- 2024: BDA-Preis Mecklenburg-Vorpommern, Kategorie: Anerkennung – für die Sanierung durch den Architekten Ullrich Schmidt[18]

## Filme
– chronologisch –
- Sanierte Stadthalle zum Stadtjubiläum. Fernseh-Reportage, Deutschland, 2023, 3:17 Min., Bericht: Matthias Meyer zu Siederdissen, Kamera: Nico Farwig, Produktion: neueins Regionalfernsehen, Internetpublikation: 15. Dezember 2023 bei YouTube, Internet-Video.
- Sanierte Stadthalle Neubrandenburg wird wiedereröffnet. Fernseh-Reportage, Deutschland, 2023, 2:21 Min., Bericht: Thomas Köhler, Kamera: Jan Hensel, Produktion: NDR, Redaktion: Nordmagazin, Erstsendung: 9. September 2023 bei NDR Fernsehen, Internet-Video aufrufbar bis zum 9. September 2025.
- Stadthalle bekommt modernen Erweiterungsbau. Fernseh-Reportage, Deutschland, 2022, 1:59 Min., Bericht: Stephan Blankschein, Kamera: Daniel Holm, Produktion: neueins Regionalfernsehen, Internetpublikation: 12. August 2022 bei YouTube, Internet-Video mit Flugdrohnen-Aufnahmen.
- Sanierung der Stadthalle Neubrandenburg steht bevor. Fernseh-Reportage mit historischen Aufnahmen, Deutschland, 2019, 4:13 Min., Bericht: Matthias Meyer zu Siederdissen, Kamera: Jonas Hackbusch, Produktion: MV1, Reihe: MV1 – Heimat bewegt, Internetpublikation: 1. November 2019 bei YouTube, Internet-Video und Inhaltsangabe von MV1.